# Anguillicoloides crassus
Anguillicoloides crassus — є паразитичною нематодою, що паразитує в плавальному міхурі вугрів. Паразит є вселенцем в Європейських водах, походить із Далекого Сходу, де кінцевим хазяїном є японський вугор. У наш час[коли?] відзначається в європейського і американського вугрів. Паратенічними хазяями виступають планктонні ракоподібні, а також дрібно-розмірні види риб.